# Sanchón de la Ribera
Sanchón de la Ribera – gmina w Hiszpanii, w prowincji Salamanka, w Kastylii i León, o powierzchni 29,24 km². W 2011 roku gmina liczyła 88 mieszkańców.